# Manilla Road
 (août 2017).
Si vous disposez d'ouvrages ou d'articles de référence ou si vous connaissez des sites web de qualité traitant du thème abordé ici, merci de compléter l'article en donnant les références utiles à sa vérifiabilité et en les liant à la section « Notes et références ».
Manilla Road est un groupe de heavy metal américain, originaire de Wichita, dans le Kansas. Il est formé par Mark « The Shark » Shelton (chant et guitare).

## Biographie

### Débuts
Manilla Road est formé en 1977 par Shelton avec ses amis de lycée Benny Munkirs, Rick Fisher et les frères Robert et Scott Park. Après avoir joué dans des bars locaux, le groupe se fait remarquer grâce à la chanson Herman Hill, inspiré par l'émeute d'Herman Hill. 
Leur premier album Invasion est publié en 1980 sur le propre label du groupe, Roadster Records. Entre cet album et le prochain, le groupe enregistre du matériel pour album qui devait s'appeler The Dreams of Eschaton, qui ne sort pas avant 2002 (sous le nom Mark of the Beast) car il n'était pas content de la façon dont il sonnait. Shelton est cité disant qu'il ne sonnait « pas assez metal » et « sonnait comme de la merde[réf. nécessaire]. » Malgré cela Mark of the Beast est bien accueilli à sa sortie. Ces premiers albums ont plus en commun avec le rock progressif et le proto-heavy metal que le style épique du groupe plus tard.
L'album suivant s'intitule Metal, qui commence à définir la future direction musicale de Manilla Road. Leurs « classiques » sont solidifiés par la sortie de Crystal Logic en 1983.

### Second line-up
Les cinq albums suivants (ainsi que le live Roadkill) incluent le nouveau batteur Randy Foxe, qui a un jeu plus orienté thrash metal que le batteur d'origine, Rick Fisher. Avec Crystal Logic, les deux premiers albums du nouveau line-up, Open the Gates et The Deluge, sont généralement considérés comme des classiques du genre metal épique. C'est sur ces trois albums que le style de Manilla Road s'est complètement formé. Les paroles incluent la mythologie nordique, les légendes arthuriennes ou d'autres sources de littérature. Elles sont souvent regroupées en un seul thème, le concept album Atlantis Rising, par exemple, parle d'une guerre entre les Æsir et Cthulhu, centré sur la cité d'Atlantis.
Mystification souffre d'une production assez pauvre dû, ironiquement, à l'équipement du nouveau studio grâce auquel le groupe pensait améliorer leur son. La sortie d'une réédition corrige une majeure partie de ce problème. Après Mystification vient Out of the Abyss, vivement critiqué à l'époque pour ses influences thrash metal. Le groupe publie un album de plus, The Courts of Chaos (décrit par Shelton comme « le premier vrai chef-d'œuvre de Manilla Road »[réf. nécessaire]) avant de se séparer.

### Circus Maximus et hiatus
En 1992 Mark Shelton enregistre The Circus Maximus avec Aaron Brown et Andrew Coss. Même s'il n'a jamais été considéré comme faisant partie du « projet » Manilla Road, l'album est sorti sous ce nom sous l'influence du label. Après cet incident, Mark Shelton fait un hiatus pendant presque une décennie.

### Reformation
Manilla Road se reforme en 1994 mais se contente de quelques concerts localement, jusqu'à ce que Mark Shelton soit contacté pour participer au festival Bang Your Head !!! en 2000. 
Un nouvel album, Atlantis Rising est publié en 2001. Bryan « Hellroadie » Patrick, qui avait été roadie pour le groupe dans les années 1980, devient membre live pour chanter sur certaines chansons. Il en deviendra un membre à part entière peu après. Spiral Castle est publié en 2002, Gates of Fire en 2005 et Voyager en 2008. En 2007, Manilla Road est honoré par le Solemnity-Music en Allemagne avec la sortie de The Riddle Masters : A Tribute to Manilla Road. Ce double disque contient 18 chansons du groupe reprises par des groupes du monde entier.
Le groupe publie l'album Playground of the Damned en 2011, Mysterium en 2013, et prépare un nouvel album pour 2014.
Le 27 juillet 2018, le fondateur du groupe Mark "The Shark" Shelton est décédé  à l'hôpital après que le groupe avait joué au festival Headbangers Open Air en Allemagne au cours de la nuit précédente,,.

## Discographie
- 1980 : Invasion
- 1982 : Metal
- 1983 : Crystal Logic
- 1985 : Open the Gates
- 1986 : The Deluge
- 1987 : Mystification
- 1988 : Roadkill (live)
- 1988 : Out of the Abyss
- 1990 : The Courts of Chaos
- 1992 : The Circus Maximus (projet solo de Shelton)
- 2001 : Atlantis Rising
- 2002 : Spiral Castle
- 2002 : Mark of the Beast (enregistré en 1981)
- 2005 : Gates of Fire
- 2008 : Voyager
- 2009 : After Midnight Live (enregistré live, en direct, aux studios de KMUW radio en 1979)
- 2011 : Playground of the Damned
- 2013 : Mysterium
- 2015 : The Blessed Cursed
- 2017 : To Kill a King